# Helenización (Edad Antigua)

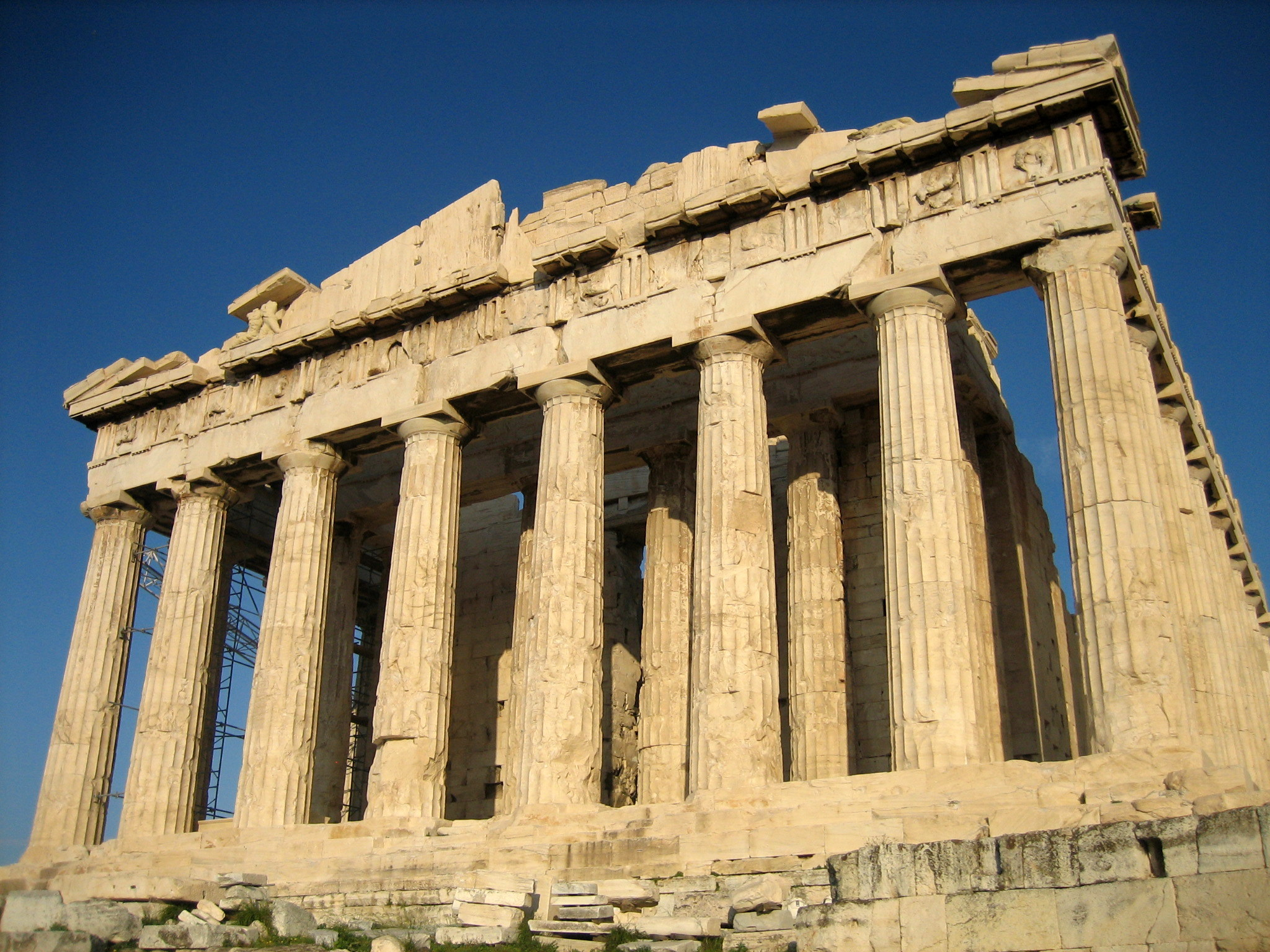
El Partenón de Atenas, quizás uno de los símbolos más reconocibles de la antigua cultura griega.

La helenización es el proceso histórico de propagación de la antigua cultura griega entre los territorios conquistados por los griegos o situados cerca de su área de influencia, especialmente durante el Período Helenístico que siguió a las conquistas alejandrinas del siglo IV a. C. Algunos autores han cuestionado el concepto de helenización por considerarlo un término inadecuado para referirse a un proceso mucho más complejo que una mera aculturación, tratándose más bien de un intercambio cultural sincrético entre los griegos y los pueblos subyugados o próximos a sus centros de poder. De cualquier modo, hasta el ascenso de Roma (siglos II y I a. C.) es posible hallar instituciones políticas y estructuras socioeconómicas reconociblemente griegas desde Asia Menor hasta España, haciendo notable la influencia helénica sobre amplios territorios del Oriente próximo, Europa y el norte de África.
En un sentido amplio este proceso puede rastrearse hasta el segundo período de expansión colonial de la Grecia arcaica que tuvo lugar entre los siglos VIII y VI a. C., llegándose a construir colonias griegas en lugares tan apartados como Italia, España, el sur de Francia, Siria, Turquía y Crimea durante la época. La propagación de la cultura griega continuó después con las campañas de Alejandro Magno y la posterior aparición de los reinos helénicos sucesores del Imperio Macedónico en Asia y África. Una última fase de la helenización durante la Edad Antigua vendría dada a partir de la conquista romana de Grecia y la consiguiente integración a Roma de elementos culturales propiamente griegos, combinación que sentaría las bases de la tradición grecorromana de la que la civilización occidental es legataria.

## El Período Arcaico

### La expansión colonial griega

Territorios colonizados por los griegos durante el Período Arcaico.

Una primera tanda de migraciones y de colonización ocurrida entre los siglos XI y IX dio como resultado la fundación de muchos de los asentamientos que luego se convertirían en los centros urbanos de la civilización griega en el extremo sur de la Península Balcánica, las islas del Egeo, Chipre, Creta y algunas porciones de la costa occidental de Anatolia. Después, a partir del siglo VIII, una segunda ola colonizadora orquestada desde las nacientes metrópolis se lanzaría a través del Mediterráneo con el propósito de explotar materias primas en territorios foráneos y fundar nuevos espacios habitables para aliviar las consecuencias de la explosión demográfica y de las tensiones sociales acaecidas con la aparición de las poleis. El nuevo orden social y político del mundo griego en el ámbito urbano de la Polis suscitó la aparición de una nueva clase dominante, los aristoi, en reemplazo de las viejas monarquías de la denominada Edad Oscura, en quienes se concentró la propiedad de la tierra desplazando a muchos pequeños propietarios que vieron en la migración o el empleo en el comercio marítimo su única oportunidad de subsistencia.
La carencia de tierras trabajables y la sobrepoblación urbana amenazaban con desestabilizar el nuevo orden aristocrático, por lo que las élites griegas organizaron el esfuerzo de exploración y colonización como una válvula de escape a las tensiones crecientes. En las nuevas colonias, apoikiai, esparcidas por todo el litoral mediterráneo los colonos buscaron reproducir las formas de vida practicadas en las metrópolis originarias. Aunque disponían de una gran autonomía administrativa, las colonias aún mantenían fuertes vínculos culturales y económicos con la Grecia peninsular: compartían un mismo acervo religioso y lingüístico y el sostenimiento de un comercio marítimo activo. Salvo algunas variaciones regionales las colonias solían organizarse bajo los mismos marcos constitutivos de la polis definiendo un marco urbano y su respectivo territorio, facilitando la concentración de la población en el núcleo urbano en lugar de en aldeas dispersas, dotando a la colonia de una organización jurídico-política y procurándole una defensa militar al estilo heleno.

### Mecanismos y consecuencias culturales de la colonización griega

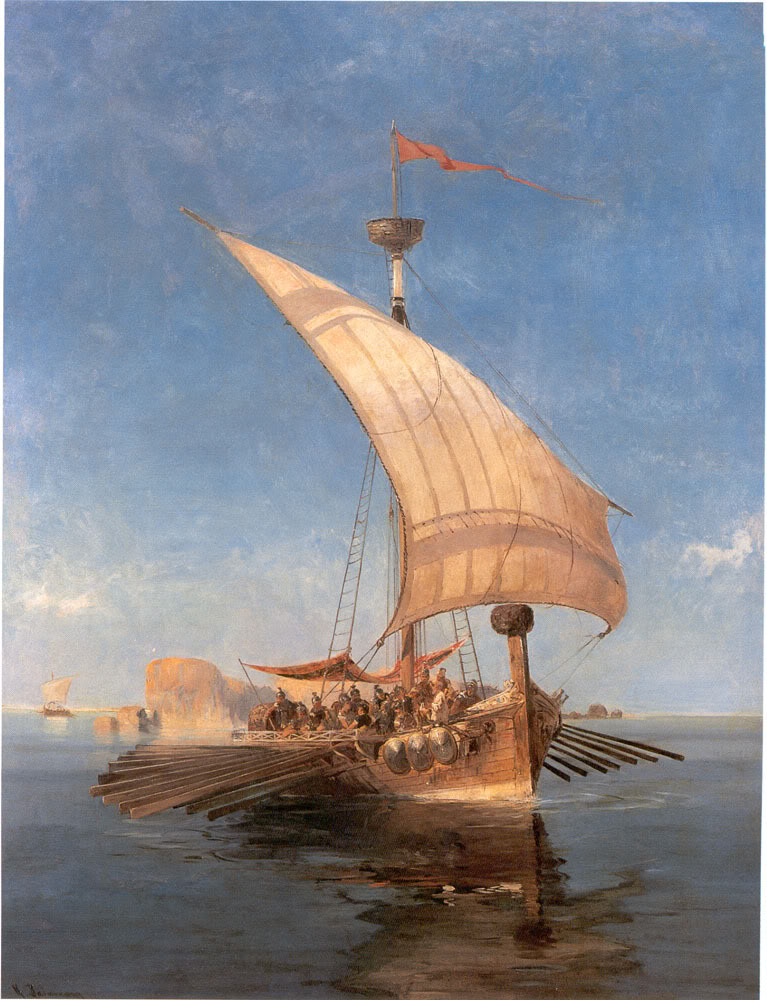
Argonauta, de Konstantinos Volanakis. El mito de las Argonáuticas alude a las audaces expediciones marítimas del Período Arcaico griego.

A diferencia de la serie más o menos espontánea de migraciones y asentamientos que caracterizaron a la primera oleada de colonización griega (siglos XI-IX a. C.), la segunda oleada (siglos VIII-VI a. C.) sería un proceso altamente institucionalizado, regulado y sancionado política y religiosamente desde las poleis. En particular, los contactos de los colonos griegos con las poblaciones nativas de los lugares en que se erigían las nuevas ciudades debían observar una normatividad sistemática y cuidadosa. El líder de los colonos, el oikistes, usualmente un aristócrata encargado por la polis de dirigir la fundación de una nueva apoikia contando primeramente con el augurio favorable de algún oráculo, era el responsable de entablar relaciones cordiales con los nativos siempre que fuera posible pues en la mayoría de los casos la presencia numéricamente muy superior de los no-griegos resultaba necesaria para suplir las exigencias de mano de obra requeridas durante los difíciles primeros años de la colonia.
Sin estar estrictamente fundamentada en conquistas violentas la colonización griega fue posible gracias, principalmente, a una actitud conciliadora por parte de los invasores y a una estrategia de cooperación de la que naturalmente sería parte esencial la elección calculada de territorios con poblaciones receptivas y con actitudes favorables hacia los griegos. Existe evidencia de diversos tipos de pactos transados entre los griegos fundadores y las poblaciones nativas, incluyendo alianzas matrimoniales —la vanguardia de los colonizadores solía estar compuesta exclusivamente por hombres y era preciso poblar los asentamientos—, colaboración en materia de conocimientos geográficos y de supervivencia, cohabitación y redes de comercio. Antes que una aculturación forzada de las poblaciones nativas, los griegos y sus vecinos bárbaros coexistieron en relativa paz intercambiando elementos culturales y beneficiándose mutuamente de su presencia.
Más sin embargo sería la cultura griega la que predominaría en la mayoría de los ámbitos coloniales por razones aún difíciles de precisar. Tsetskhladze discute dos teorías empleadas por académicos contemporáneos para dar cuenta del proceso de helenización de las poblaciones circundantes a las colonias griegas entre los siglos VIII y VI: la primera es la teoría de la “hibridación”, concepto que alude a la existencia de un tercer espacio entre el “centro” y la “periferia”, un espacio de mediación y negociación en el que una cultura como la helénica no se impone simplemente de manera unidireccional, sino que se acomoda y adapta al entorno local absorbiendo varios de sus elementos. La segunda es la teoría del “territorio medio” (middle ground) que propone un choque conflictivo de culturas en el que ninguna de ellas en su forma “pura” logra prevalecer sobre las demás, sino que a partir de sus diferencias se inventan nuevos elementos, alternativas satisfactorias para todas las partes inmersas en un proceso irreversible de acople.
En cualquier caso el abandono progresivo del acervo cultural no-griego y su sustitución por las formas de vida, la religión, la lengua, los sistemas de pensamiento y las instituciones político-económicas griegas en los territorios coloniales se gestaría solo lentamente a través de siglos de contacto. La segunda colonización griega del Período Arcaico constituiría la primera instancia de la helenización durante la Época Antigua y su experiencia serviría más adelante a la expansión imperial del Período Helenístico.

## El Período Helenístico

### Las conquistas de Alejandro: fundación de ciudades y helenización de las aristocracias locales

El Imperio macedónico.

Las campañas de conquista de Alejandro Magno funcionaron como vía de propagación de la cultura griega hacia el Oriente. La fundación de ciudades y de asentamientos militares, estrategia crucial para el mantenimiento del poder macedónico-griego en los bastos territorios que iban anexándose al imperio, fue uno de los principales elementos facilitadores del proceso de helenización que las oligarquías sucesoras continuarían desarrollando sobre las áreas sometidas de Asia y África después del colapso del breve imperio alejandrino.
La helenización en Oriente concerniría solo a un ámbito específico y muy focalizado: la esfera de las élites dominantes en los centros de poder urbanos instaurados por Alejandro o sus sucesores. La mayoría de la población nativa conservaría su cultura intacta sin recibir el influjo de la helenización que parecía operar únicamente entre las élites bárbaras interesadas en acercarse a los gobernantes helenos. La proximidad entre nativos y griegos en las altas cortes comenzó con Alejandro y su política de delegar, en ocasiones, la administración de los territorios conquistados a las élites nativas, por no mencionar la incorporación de bárbaros a sus unidades militares, costumbre que no agradaba en absoluto a sus comandantes macedónicos. Después las élites nativas procurarían helenizarse para acceder a los centros de poder urbanos fundados por los gobernantes helenos sucesores de Alejandro. En algunas regiones las élites griegas despreciaban la idea de compartir el poder con los bárbaros, por más helenizados que llegasen a parecer, en otras, en cambio, serían las mismas aristocracias helenas las que paulatinamente absorberían elementos nativos hasta hacerse indistintas.

### La lengua griega y las estructuras militares

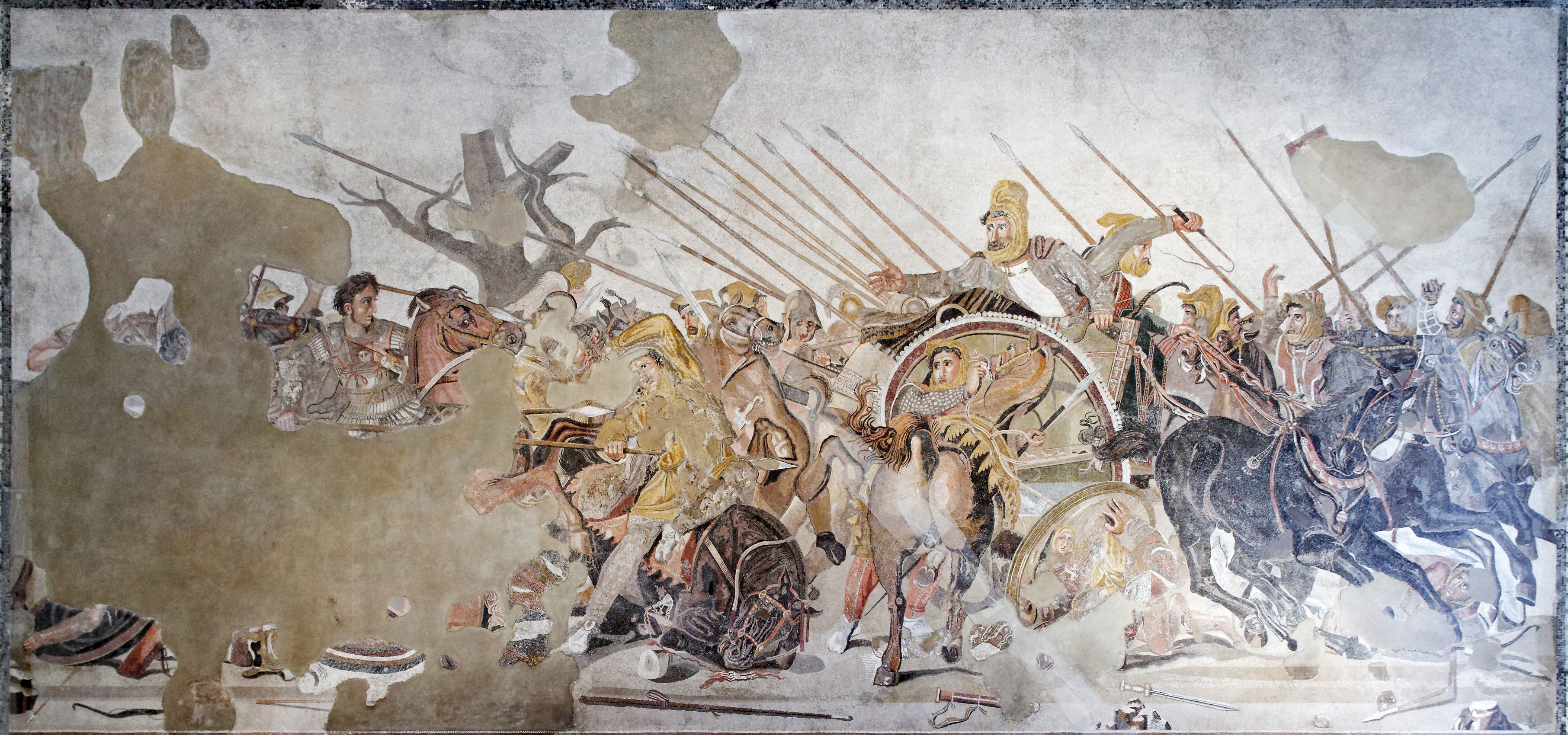
El Mosaico de Issos. El ejército macedónico liderado por Alejandro choca contra las defensas personales de Darío III en el campo de batalla.

Los ejércitos serían también un instrumento vital para las dinastías y reinos sucesores de Alejandro en Oriente y uno de los principales vehículos de la helenización. Los soldados contribuyeron a hacer de la lengua griega un idioma común hablado desde las lejanías de Bactria y el subcontinente indio hasta Egipto y la cuenca del Mediterráneo. Sin embargo las poblaciones locales no letradas jamás asimilaron la lengua griega, su uso era prácticamente exclusivo de las clases letradas por fuera de los enclaves militares. El griego era la lengua de la política, la diplomacia, el comercio, la vida militar y la intelectualidad en el mundo helénico. Entrañaba el valor de ser una lengua sofisticada y privativa de la élite griega a la que los aristócratas orientales querían emular para acceder al poder.
Además las colonias militares fundadas para concentrar y albergar a los soldados al servicio de los monarcas helenos funcionaron como focos irradiantes de la cultura griega en el corazón de Oriente. En estas colonias los militares griegos (activos y veteranos) podían usufructuar las parcelas de tierra que habían recibido en compensación por su servicio y que además contaban con títulos de propiedad hereditarios, asegurando la permanencia prolongada de población mayoritariamente griega pues los gobernantes helenos solían rehusarse a reclutar orientales. Pero no solo los soldados rasos tuvieron un papel importante en la helenización de Oriente. Los altos mandos militares, cercanos a las familias aristocráticas tanto helenas como nativas, solían instalarse con sus familias en las cortes reales y promover desde allí sus valores marciales griegos tradicionales.

## El Período Romano

### La integración de Grecia al Imperio Romano

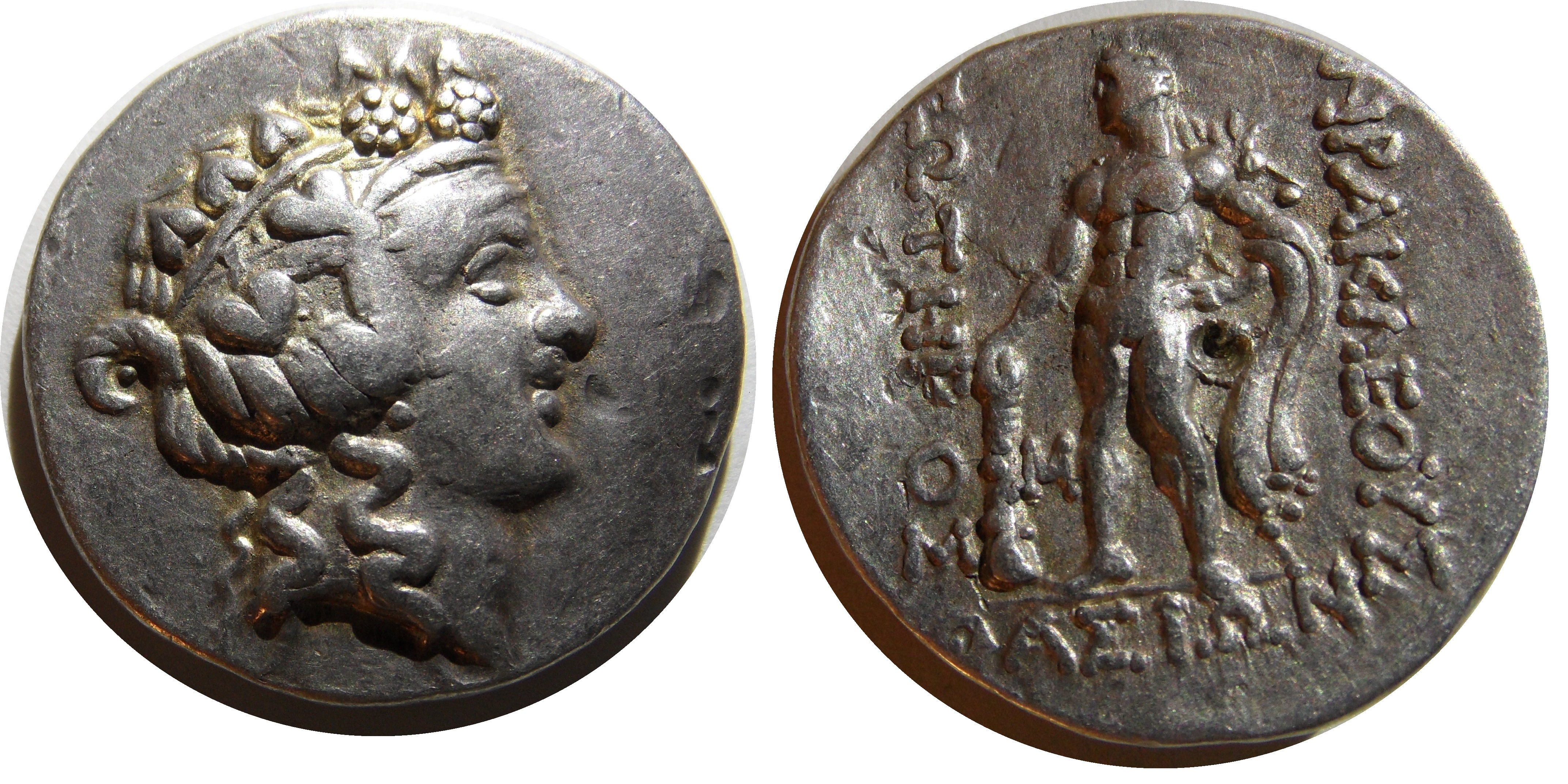
Tetradracma de la Macedonia romana acuñado alrededor del 80 a. C. En las caras aparecen representados Heracles y Dioniso.

Grecia se anexó al dominio de Roma después de la derrota de la Liga Aquea en la Batalla de Corinto en el año 146 a. C. La victoria romana sobre las fuerzas aqueas resultó en la conversión de Macedonia en una provincia romana y del sur de la Península Griega en un protectorado bajo la supervisión del prefecto macedónico. Atenas y otras ciudades griegas se alzarían en contra de la dominación romana en el 88 a. C. provocando una violenta reacción por parte de la República. El general romano Lucio Cornelio Sila Félix fue el responsable de suprimir la revuelta y de arrasar la Península Griega en el proceso, dejando en estado deplorable a las ciudades-estado insurrectas. Distintas batallas de las guerras civiles romanas que antecederían el paso del período republicano al imperial fueron además libradas en territorio griego, empeorando la mala condición en que Sila lo había dejado tras la insurrección.
La precaria situación de Grecia empezaría a mejorar gradualmente luego de que Augusto, primer emperador romano, constituyera a la Península Griega como provincia senatorial con el nombre de Acaya en el año 27 a. C. Bajo el poder del Imperio Romano las ciudades griegas empezarían a recuperase económicamente y a florecer financiadas por las arcas romanas; Corinto, refundada por Julio César poco antes de su asesinato, se convertiría en la capital de Acaya mientras que Atenas se posicionaría como centro cultural de las artes y de la filosofía. La vida en las ciudades griegas bajo el control imperial romano permanecería siendo prácticamente igual a la que era en su época de independencia, salvo que ahora estaría bajo la mirada atenta de los romanos que empiezan a fascinarse cada vez más por su cultura. Sin embargo, este filohelenismo practicado especialmente por las clases dominantes romanas llegaría a su máxima expresión solo hasta el siglo II d. C., centuria en la que Grecia alcanzaría, gracias a la instauración de la Pax Romana, el grado de estabilidad necesaria para integrarse plenamente al ámbito cultural y político del Imperio Romano.

### Recuperación del pasado clásico griego y helenización de Roma

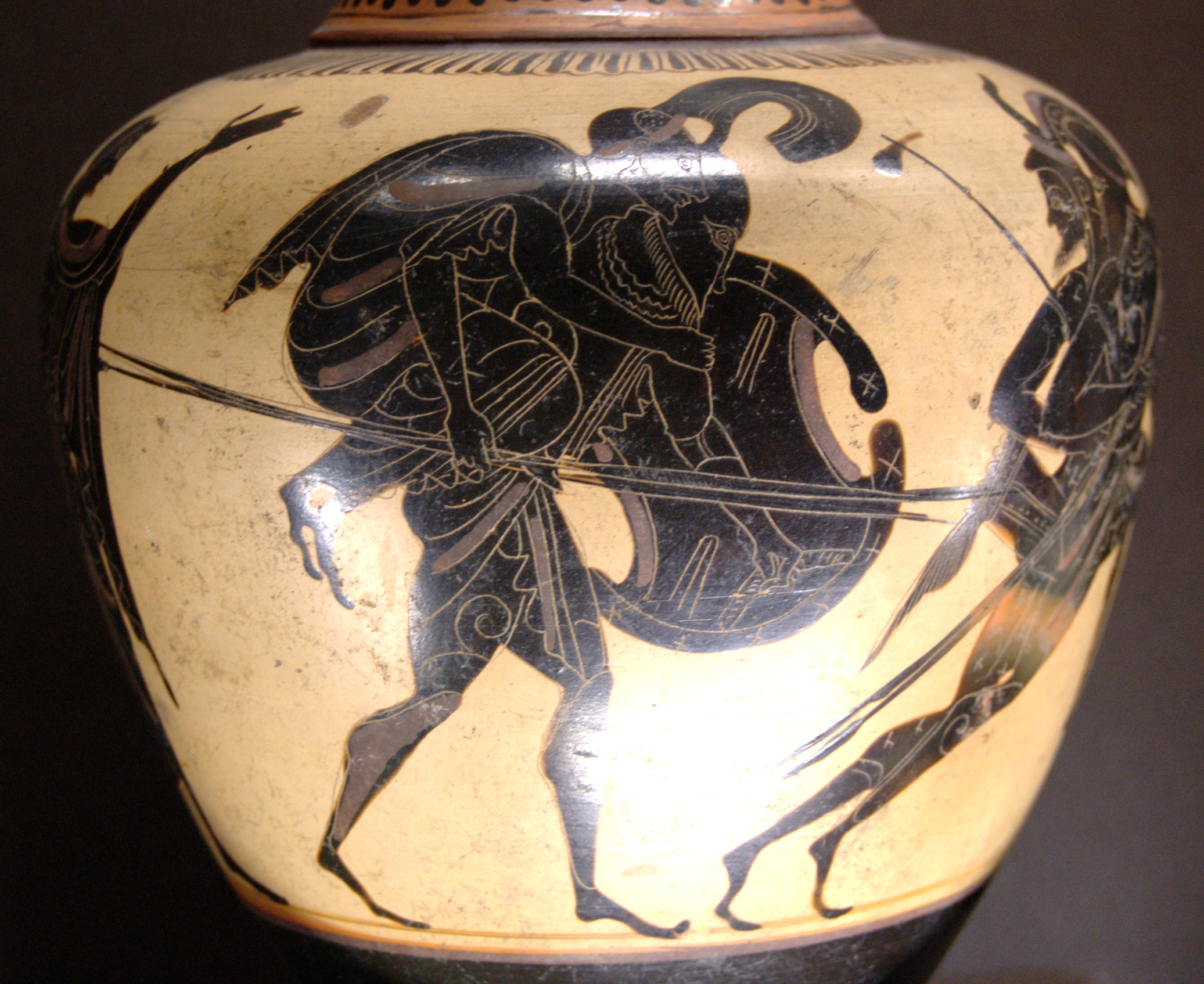
Eneas cargando a Anquises, enócoe de figuras negras (circa 520-510 a. C.), Museo del Louvre.

Con la cercanía de Grecia muchos de los romanos de las clases altas verían en la cultura helénica un modelo ejemplar. La religión griega influiría profundamente en el politeísmo romano, los modelos artísticos y literarios griegos serían adoptados por los eruditos romanos y su idioma se convertiría en lengua franca de Italia y del oriente imperial. Los ecos de la oratoria y de la educación clásica griega llegaron hasta Roma gracias a los autores griegos de la Segunda Sofística que trataron de recuperar el pasado cultural helénico para encanto de las élites romanas. Pero los romanos también verían en el helenismo la oportunidad de construir un discurso histórico que legitimara el orden imperial y los vinculara al pasado esplendoroso de la Grecia clásica que ahora querían reclamar como suyo.
Pensadores y líderes romanos buscaron establecer alguna conexión histórica entre Roma y Grecia vinculando sus mitologías y personajes históricos como si perteneciesen a un mismo patrimonio cultural. Quizás el mejor ejemplo de esto sea el mito de la guerra de Troya en el que Roma queda ligada a Grecia en un pasado común, si bien en posiciones antagónicas: los romanos como descendientes de los troyanos y del linaje de Eneas y los griegos como descendientes de los aqueos que sitiaron la ciudad. Alejandro Magno y su imperio se convierten en una prefiguración directa del emperador romano y su dominio: Alejandro y el emperador tienen a su cargo exclusivo el destino de innumerables pueblos repartidos por los vastos territorios imperiales y el poderío romano no es sino el sucesor necesario del macedónico. La instauración del Panhelenión por parte del emperador Adriano (asiduo filohelenista) también evidencia ese deseo de las élites dominantes romanas por apropiarse del acervo cultural helénico. El Panhelenión fue el breve experimento de Adriano por tratar de reconstruir una liga idealizada de ciudades-estado al estilo de la Grecia “unificada” que luchó contra los persas en el siglo V a. C., con Atenas en su centro y una verificación oficial de “sangre helénica” para las ciudades como requisito de pertenencia.

### La romanización, propagación de la cultura grecorromana
En el segundo libro de sus Epístolas Horacio comenta: “la Grecia conquistada conquistó a su vulgar captor (Graecia capta ferum victorem cepit)”. La frase se refiere a la fijación de la cultura helénica entre los romanos, la misma que ya para el siglo III d. C. había permeado todos los ámbitos de la vida romana, desde la religión a la política pasando por el arte y la filosofía. Un Imperio Romano helenizado se había puesto a la tarea de reclamar para sí la grandeza de la Grecia clásica como su predecesora ancestral, elevando el discurso de lo helénico como la esencia de la civilización por derecho dominante, ya no encarnada en aquella Grecia desvanecida, ni siquiera en sus descendientes directos, sino en Roma. Lo helénico, lo griego clásico, se convirtió con la directriz del Imperio en el estandarte de la sofisticación y el emblema del poder. Desde luego lo helénico no suplantó de raíz a lo autóctono romano, sino que Roma se sirvió de los elementos que más le favorecían para sustentar su posición dominante sin comprometer por completo su identidad.
El Imperio Romano irradió por todo el mundo mediterráneo este acervo cultural basado en los modelos helenísticos. El influjo griego ya se había afianzado con bastante anterioridad en el área oriental del Imperio, constituyendo desde el Período Helenístico el marco de referencia cultural de las élites educadas, pero en el resto de los enclaves romanos sería instaurado gradualmente siguiendo el patrón de homogeneización característico del período imperial.

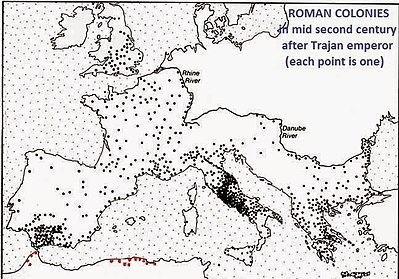
Colonias del Imperio Romano a mediados del siglo II d. C.